# Islão na Ásia
O islamismo surgiu na Ásia no século VII com Maomé e após isso espalhou-se por todo o continente. Após o término da Guerra Fria, foi revitalizado na Ásia Central e com a queda da União Soviética diferenças étnicas foram exacerbadas pela divisão religiosa. Na atualidade, é o continente onde a religião tem mais seguidores: cerca de 69,5% de todos os muçulmanos vivem lá.
Cerca de 30% dos muçulmanos vivem no Paquistão, na Índia e no Bangladesh e outros tantos no país onde mais vivem, na Indonésia.